# Glycaspis confinis
Glycaspis confinis är en insektsart som beskrevs av Moore 1970. Glycaspis confinis ingår i släktet Glycaspis och familjen rundbladloppor. Inga underarter finns listade i Catalogue of Life.